# Ptiliogonys cinereus
Ptiliogonys cinereus е вид птица от семейство Ptilogonatidae.

## Разпространение
Видът е разпространен в Гватемала, Мексико и САЩ.